# مقاتل (دشتی)
مقاتل، روستایی است از توابع بخش کاکی در شهرستان دشتی استان بوشهر ایران.

## جمعیت
این روستا در دهستان چغاپور قرار داشته و بر اساس سرشماری سال ۱۳۸۵ جمعیت آن 36 نفر (8 خانوار) بوده‌است.
نام خانوادگی اغلب ساکنین فعلی و قبلی آنجا دشتی -اسکندری - حاجیانی - گلبینی - سرخوش - قنبری - نجفی و غیره میباشد.
همچنین این روستا از قدیمی‌ترین محل‌های سکونت در منطقه می‌باشد 